# Gerbersdorf (Windischeschenbach)
Gerbersdorf ist ein Ortsteil der Stadt Windischeschenbach im Oberpfälzer Landkreis Neustadt an der Waldnaab in Bayern.

## Geografie
Der Weiler liegt nordwestlich von Windischeschenbach. Nördlich fließt die Fichtelnaab, ein 42 km langer rechter Nebenfluss der Naab. 
Die B 299 verläuft nördlich, die B 22 westlich und die A 93 östlich.